# Куліш Іван Володимирович
Іва́н Володи́мирович Кулі́ш (нар. 21 липня 1964; Бутове, в інших джерелах Піщане — пом. 27 липня 2014; Луганська область) — старший солдат, 24-й батальйон територіальної оборони «Айдар» Збройних сил України. Кавалер ордена «За мужність» ІІІ ступеня.

## Життєпис
Народився 1964 року в селі Бутове (Старобільський район, Луганська область). Батько працював комбайнером, мати — на фермі дояркою. В сім'ї зростало три сини; Іван був наймолодшим. 1976-го батько покинув сім'ю; мама важко працювала, щоб вигодовувати трьох хлопців. Закінчив Бутівську ЗОШ, 1982 року вступив до ПТУ-93 в Старобільську, навчався на електрозварника. З 1983 року працював за фахом (на заводі ЗБВ). 1985-го його прийняли у члени колгоспу та відправили на навчання в ГСПТУ-114 — господарство потребувало спеціаліста з бджільництва. Став першим бджолярем на Лисичанському заводі РТІ, працював до 1989 року. 1985-го одружився з дівчиною Ларисою, наступного року в сім'ї народилась дівчинка Аня. Від 1990 року працював у Старобільській пожежній частині № 51. У 1995 році в родині народжується друга донечка — Дарина; цього ж року сім'я розпалася. Від 2001 року працював на різних роботах, у 2004-му влаштувався оператором котельні Бутівськоі ЗОШ. Одружився вдруге; 2003 року в другому шлюбі народилася третя донька — Валерія. Однак і цей шлюб був нетривалим. Від 2006 року працював оператором котельні у Старобільському філіалі «Луганськтеплокомуненерго».
Від осені 2013 року — активний учасник подій Євромайдану, і один з організаторів спротиву сепаратизму в Старобільську. Квітнем 2014-го брав участь у програмі «Прямим текстом» телеканалу «ZIK».
Загинув 27 липня 2014-го під час проведення операцій під Луганськом — район Лутугине — Успенка — Георгіївка — протягом доби підрозділи батальйону брали участь у трьох різних операціях. У кожній із груп є втрати, того дня батальйон втратив загиблими 12 бійців: підполковник Сергій Коврига, старший лейтенант Ігор Римар, старший прапорщик Сергій Шостак, сержант Микола Личак, старший солдат Іван Куліш, солдати Іолчу Алієв, Віталій Бойко, Ілля Василаш, Михайло Вербовий, Олександр Давидчук, Орест Квач, Станіслав Менюк.
Без батька лишилося троє доньок.

## Нагороди
За особисту мужність і героїзм, виявлені у захисті державного суверенітету та територіальної цілісності України, вірність військовій присязі під час російсько-української війни
- нагороджений орденом «За мужність» III ступеня (26.2.2015, посмертно).
- нагрудний знак «За оборону Луганського аеропорту»